# Sveriges buddhistiska gemenskap
Sveriges buddhistiska gemenskap (SBG) är en paraplyorganisation för buddhistiska organisationer i Sverige. SBG är ett registrerat trossamfund i Sverige sedan 2019. Gemenskapens ordförande är Trudy Fredriksson. SBG:s föregångare är Sveriges Buddhistiska Samarbetsråd, grundades 1992, som blev SBG den 1 januari 2020.
Gemenskapen samarbetar med sjukhuskyrkor för att ge andlig hjälp till buddhister. SBG är medlem i den Europeiska Buddhistiska Unionen.

## Medlemmar
Gemenskapen har 22 ordinarie medlemmar. Dessa är föreningar/organisationer från såväl theravada, mahayana som vajrayana. Föreningen har även en okänd samling så kallade "vänmedlemmar" – privatpersoner och organisationer som vill stödja SBG. 
| Theravada                                                                                        | Mahayana                                                                                                  | Vajrayana                                               |
| ------------------------------------------------------------------------------------------------ | --- | ------------------------------------------------------- |
| Buddha Dhamma Saddha förening (Göteborg)                                                         | BLIA Sweden (Stockholm)                                                                                   | Karme Tenpe Gyaltsen (Stockholm, Fellingsbro, Örebro)   |
| Buddhistiska Föreningen i Lappland, del av Thailändska buddhistiska föreningen i Sverige (Åsele) | Buddhistiska gemenskapen Triratna (Stockholm, Sala, Malmö, Göteborg, Hudiksvall, Östersund och Linköping) | Föreningen för Tibetansk Buddhism i Göteborg (Göteborg) |
| Buddhistiska Viharaföreningen (Stockholm)                                                        | Svenska Soto-Zenföreningen (Uppsala, Göteborg, Kvicksund, Lund och Stockholm)                             | Karma Yönten Ling (Lund och Malmö)                      |
| Burmesiska buddhistföreningen (Hjortkvarn)                                                       | Vietnamesiska Kultur- och Buddhistiska föreningen (Stockholm och Göteborg)                                | Sakya Changchub Chöling (Stockholm och Uppsala)         |
| Föreningen 3Juveler (Stockholm)                                                                  | Zenbuddhistiska Samfundet (Stockholm, Fellingsbro, Göteborg och Lund)                                     | Yeshin Norbu meditationscenter (Stockholm)              |
| Thaiföreningen Prakatbuddhakon (Borlänge)                                                        | Zenbuddhistiska Samfundet (Stockholm, Fellingsbro, Göteborg och Lund)                                     | Yeshin Norbu meditationscenter (Stockholm)              |
| Thailändska buddhistiska föreningen i Sverige (Värmdö, Boden, Ragunda, Karlstad, Fredrika)       | Zenbuddhistiska Samfundet (Stockholm, Fellingsbro, Göteborg och Lund)                                     | Yeshin Norbu meditationscenter (Stockholm)              |
| Vipassanagruppen (Stockholm)                                                                     | Zenbuddhistiska Samfundet (Stockholm, Fellingsbro, Göteborg och Lund)                                     | Yeshin Norbu meditationscenter (Stockholm)              |
| Wat Pah Sokjai föreningen (Brunflo)                                                              | Zenbuddhistiska Samfundet (Stockholm, Fellingsbro, Göteborg och Lund)                                     | Yeshin Norbu meditationscenter (Stockholm)              |
| Wat Santinivas (Haninge)                                                                         | Zenbuddhistiska Samfundet (Stockholm, Fellingsbro, Göteborg och Lund)                                     | Yeshin Norbu meditationscenter (Stockholm)              |
| Wat Buddhasothorn (Uppsala)                                                                      | Zenbuddhistiska Samfundet (Stockholm, Fellingsbro, Göteborg och Lund)                                     | Yeshin Norbu meditationscenter (Stockholm)              |
| Ludvika Theravadabuddhistiska förening (Ludvika)                                                 | Zenbuddhistiska Samfundet (Stockholm, Fellingsbro, Göteborg och Lund)                                     | Yeshin Norbu meditationscenter (Stockholm)              |
| Wat Sanghabaramee (Eslöv)                                                                        | Zenbuddhistiska Samfundet (Stockholm, Fellingsbro, Göteborg och Lund)                                     | Yeshin Norbu meditationscenter (Stockholm)              |